# Avenida Diagonal Las Termas
Diagonal Las Termas es una arteria vial de la ciudad chilena de Chillán, ubicado en el sector suroriente de la urbe. 
Su nombre hace referencia a las Termas de Chillán, debido a que conecta a la principal ruta a este complejo turístico con el centro de la ciudad.
Actualmente su trazado se encuentra entre Avenida Río Viejo y Avenida Alonso de Ercilla y un segundo eje entre Calle La Rotonda y calle El Tamarugal, en la Población Sarita Gajardo.

## Historia
Los terrenos que hoy ocupan la avenida, antiguamente eran parte de la Viña Mardones, ubicada a un costado de la Población Mardones en 1923. A pesar de que el trazado de la avenida está cortado por segmentos, en 1988, el Plan Regulador de la Municipalidad de Chillán ya contemplaba la extensión de la vía desde el centro de la ciudad hacia Camino a Pinto, con el nombre de Camino Nuevo.
Durante el año 2021, se esperaba que iniciaran las construcciones del eje que conectaría entre la Avenida Collín y Avenida Argentina con Avenida Alonso de Ercilla, como parte del Plan Maestro de Transporte Urbano de Chillán, utilizando trazados de la actual Variante Collín y calle Almirante Latorre. Para llevar a cabo esto, es necesario realizar expropiaciones en 65 loteos.
La primera semana del año 2022, la Municipalidad de Chillán declara la creación de una feria libre en la avenida, entre las calles Los Huilliches y Alonso de Ercilla, con el objetivo de ordenar el comercio ambulante cercano al Persa Monterrico, cual se había acentuado tras el Terremoto de Chile de 2010 y la Pandemia de COVID-19 en Chile.
Como proyecto, se espera a futuro que esta ruta sea modificada en la intersección con avenida Río Viejo, cuando sea construida la Circunvalación Oriente, cual conectará el actual Camino Nuevo de las villas Quilmo y Río Chillán, con la Avenida Circunvalación de la Villa Doña Francisca.